# Mariakapel (Ulestraten, De Sauveurstraat)

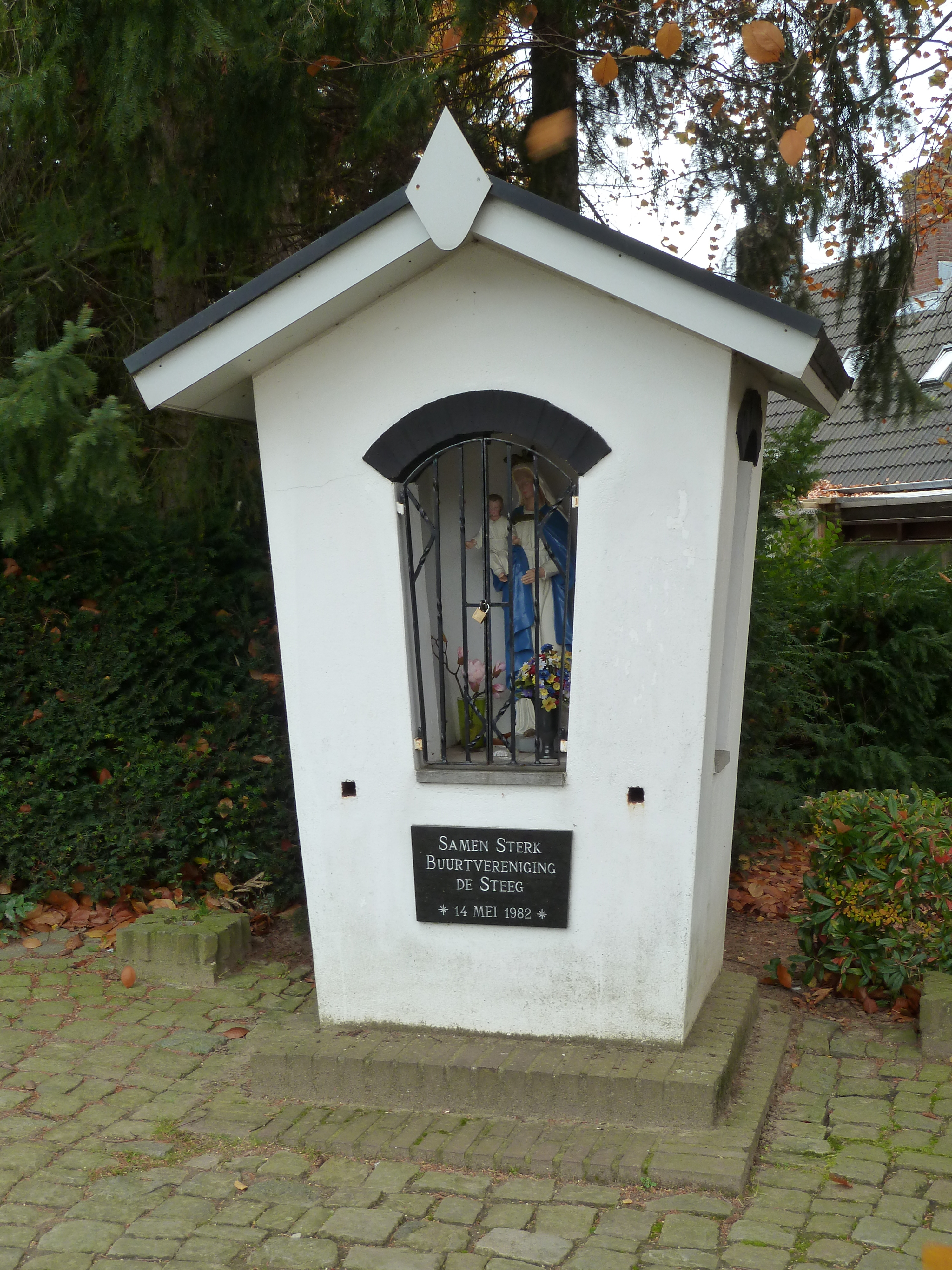
De Mariakapel

De Mariakapel is een niskapel in Ulestraten in de Nederlands Zuid-Limburgse gemeente Meerssen. De kapel staat op de hoek van De Sauveurstraat met de Blockhuijsstraat
Op ongeveer 225 meter naar het noordoosten staat bij de Sint-Catharinakerk een tweede Mariakapel.
De kapel is gewijd aan Maria.

## Geschiedenis
In 1982 werd de kapel door buurtvereniging De Steeg gebouwd.

## Bouwwerk
De glad gestuukte en wit geschilderde kapel heeft de vorm van een pilaar waarin een nis is aangebracht en staat op een rechthoekig plattegrond op een bakstenen verhoging. Het bouwwerk wordt gedekt door een overstekend zadeldak en aan de voorzijde is een makelaar aangebracht. De zijgevels zijn rechthoekig en schuin geplaatst en voorzien van een segmentboogvenster met traliewerk, waarbij de boog in zwart geschilderde stenen is uitgevoerd. De frontgevel is vijfzijdig en in de frontgevel bevindt zich de kapelnis die eveneens voorzien is van glas en traliewerk en een boog in zwart geschilderde stenen. Onder de nis is zwarte plaquette aangebracht met de tekst:

Samen Sterk
Buurtvereniging
De Steeg
* 14 MEI 1982 *

In de kapelnis staat een beeld van de heilige die een gekroonde Maria toont met op haar rechterarm het (ongekroonde) kindje Jezus.